# Théâtre du Grand Marché
Le théâtre du Grand Marché est une salle de théâtre française à Saint-Denis de La Réunion. Située en centre-ville, rue du Maréchal-Leclerc, il est l'un des deux sites opérés par le Centre dramatique national de l'océan Indien, l'autre étant La Fabrik à Sainte-Clotilde.